# Bump N' Grind
Singles de R. Kelly
Sex Me
(octobre 1993) Your Body's Callin'
(mai 1994)
Bump N' Grind  est une chanson de R. Kelly, extraite de son album 12 Play. Sorti en février 1994, elle est écrite et produite par R. Kelly.
Ce titre a été certifié disque de platine aux États-Unis (1 000 000).

## Charts
Aux États-Unis, Bump N’ Grind  a été un succès commercial, restant 4 semaines d'affilée en tête du Billboard Hot 100 et 12 semaines en tête du classement R&B, ce qui était un record à l’époque.
C’est le 1er titre de R. Kelly a se classer n°1 (le 3e dans les charts R&B).
Au Royaume-Uni, Bump N’ Grind  est resté 2 semaines dans le Top 10. Il s’agit du 2e Top 10 de l’artiste, après She’s Got That Vibe.
| Classements / Pays (1994) | Meilleure position |
| ------------------------- | ------------------ |
| Billboard Hot 100         | 1                  |
| Top R&B                   | 1                  |
| UK Singles Chart          | 8                  |
| Nouvelle-Zélande          | 49                 |